# Лозовая
Лозовая (укр. Лозова) — город в Харьковской области Украины, административный центр Лозовского района и Лозовской городской общины. До 2020 года был городом областного подчинения, составлявшим Лозовской городской совет. Второй по населению, после Харькова, город области. Расстояние до Харькова — 148 километров.

## Этимология названия
Название «Лозовая» происходит от слова «лоза». По одной из версий происхождения названия города, в Лозовой протекала река Лозовая (гидронимическая версия астионима), по другой — на берегах этой реки было очень много лозы, что дало название реке, потом городу.
По поводу названия «Лозовая» пишет известный советский писатель Василий Ян.

Залозный шлях — очень древний торговый путь от Азовского моря к Днепру. «Залозный» произошёл от древнего происхождения слова «железо», так как по этому кратчайшему пути караванами провозилось железо, бывшее в древности ценным металлом и доставлявшееся из Китая и других мест Азии. (Забелин, Брун.) Это наименование «Залозный» сохранилось в изменённом названии станции «Лозовая»— пояснения к книге «Чингиз-хан»

## История

### Основание
Лозовая была основана в 1869 году как пристанционный посёлок в связи со строительством Курско-Харьковско-Азовской железной дороги.
С момента основания до 1926 года Лозовая входила в Павлоградский уезд Екатеринославской губернии, в июле 1926 передана в Харьковскую губернию, с 1929 года находится в Харьковской области.
23 декабря 1869 года через Лозовую прошёл первый поезд Курско-Харьково-Азовской железной дороги. Из-за её постройки данный регион начал развиваться, так как хлебные районы были соединены с морскими портами Российской Империи, экспортирующими зерно.
Во второй половине XIX века была построена также Лозово-Севастопольская железная дорога, открытая в 1875 году, которая дала ещё толчок развитию всего южного региона Российской Империи.
В 1902 году была построена новая железнодорожная линия — Лозовая — Полтава, которая связала Донбасс с западным регионом.
До революции в Лозовой было две части: Зарудневская и Авиловская. В Зарудневской, благоустроенной, жили купцы, торговцы, мещане, дома были каменными, имелся кинотеатр, купеческий клуб и городской сад. В Авиловской части возле вокзала жили железнодорожники: стрелочники, кондукторы, машинисты; мастеровые и другие наёмные рабочие. Условия жизни здесь отличались в худшую сторону: дома бедные, деревянные, зачастую мазанки; тротуаров не было.

### 1917—1919 годы
Во время гражданской войны в декабре 1917 года 30-тысячный корпус военных частей во главе с В. А. Антоновым-Овсиенко начал наступление вглубь Слобожанщины. После занятия Харькова сводный отряд Красной гвардии и солдат 30-го пехотного полка под командованием Н. А. Руднева начал продвигаться к Павлограду. 14 (27) декабря красноармейцы приблизились к станции Лозовая, после чего, оттеснив на третий день боёв небольшие отряды Лозовского Гайдамацкого куреня и прибывшего для его подкрепления Павлоградского Вольного козачества действующей украинской армии, заняли населённый пункт. Советская власть продержалась менее 4 месяцев: 8 апреля 1918 года Лозовую отбил 3-й Гайдамацкий полк Запорожской дивизии армии УНР под командованием генерала Александра Натиева при поддержке войск Австро-Венгрии и кайзеровской Германии (последние были расквартированы здесь до ноября того же года для обеспечения порядка и гарантии выполнения УНР союзнических обязательств.
В дальнейшем, в ходе Гражданской войны на Украине, власть несколько раз менялась — в ноябре 1918 года Лозовая перешла под власть Украинской Директории, 17 января 1919 года её заняли части РККА, в июле 1919 года — войска ВСЮР. 15 декабря 1919 года части РККА снова заняли Лозовую и Советская власть была восстановлена, после чего начались репрессии (в частности, были уничтожены все церкви).

### 1920—1941 годы
В августе 1929 года началось издание местной газеты.
В 1932-33 гг.., во время Голодомора население Лозовой пострадало меньше, чем жители окружающих сёл, так как посёлок относился к промышленным, и рабочие получали паёк.
19 октября 1938 года посёлок Лозовая получила статус города.
В 1939 году население города составляло 21 975 человек.

### 1941—1945 годы
В годы Великой Отечественной войны город несколько раз переходил из рук в руки. Первые подразделения вермахта вошли в город 11 октября 1941 года, город был оккупирован немецкими войсками.
Ожесточённые бои в районе Лозовой проходили в январе 1942 года во время Барвенково-Лозовской операции РККА (2-й битвы за Харьков). 27 января 1942 года город был освобождён от германских войск войсками Юго-Западного фронта: 6-й армии в составе: 270-й сд (полковник Кутлин Заки Юсупович).
22-23 мая 1942 года после провала советского наступления на Харьков город был вновь оккупирован.
11 февраля 1943 года освобождён войсками Юго-Западного фронта в ходе Ворошиловградской операции: 1-й гвардейской армии в составе: 35-й гв. сд (генерал-майор Кулагин, Иван Яковлевич) 4-го гв. ск (генерал-майор Гаген, Николай Александрович).
21 февраля 1943 года оккупирован в третий раз (см. Третья битва за Харьков).
Во время оккупации в городе находились два концлагеря для советских военнопленных, смертность в которых зимой достигала до 100 человек в день. В Заячьей балке были расстреляны тысячи пленных и евреев. В городе активно действовали партизанские отряды, которые регулярно разбрасывали антифашистские листовки с пропагандой, проводили подрывы и диверсии на станции Лозовая. Особенно партизанская деятельность активизировалась в 1943 году, в дни битвы на Курской дуге .
16 сентября 1943 года город был освобождён от германских войск советскими войсками Юго-Западного фронта в ходе Донбасской операции:
- 6-й армии в составе: 26-го гв. ск (генерал-майор Фирсов, Павел Андреевич) в составе: 38-й гв. сд (полковник Щербаков, Пётр Мелентьевич), 35-й гв. сд (генерал-майор Кулагин, Иван Яковлевич), 25-й гв. сд (полковник Билютин, Кондратий Васильевич); 47-й гв. сд (генерал-майор Осташенко, Фёдор Афанасьевич) 4-го гв. ск (генерал-майор Запорожченко, Михаил Иванович).
- 17-й воздушной армии в составе: часть войск 305-й гв. штурмовой авиадивизии (подполковник Михевичев, Николай Германович) 9-го смешанного авиакорпуса (генерал-майор авиации Толстиков, Олег Викторович); 262-й ночной бомбардировочной авиадивизии (полковник Белицкий, Геннадий Иванович), 244-й бомбардировочной авиадивизии (генерал-майор авиации Клевцов, Василий Ильич).[11] Этим дивизиям приказом Верховного Главнокомандующего от 23 сентября 1943 года было присвоено наименование «Лозовские».

### Послевоенный период
Лозовую сразу же начали восстанавливать, в первую очередь железнодорожный узел. В 1950-х годах был построен новый вокзал. Восстановление (практически полностью разрушенного) железнодорожного узла и постройка нового вокзала осуществлялась под руководством генерал-начальника 3-го ранга Героя Социалистического труда М. Л. Бондаренко управлением восстановительных работ Южной железной дороги и трестом «Южтрансстрой».
В 1953 году здесь действовали несколько предприятий по обслуживанию железнодорожного транспорта, 4 средние школы, 2 библиотеки, Дом культуры и стадион.
В январе 1959 года население города составляло 27 100, в январе 1970 - 35 600 человек.
В 1975 году население города составило 49 200 человек.
В январе 1989 года численность населения составляла 72 991 человек, основой экономики города в это время являлись машиностроение, металлообработка, предприятия железнодорожного транспорта и пищевой промышленности.

### «Гайдамацкий крест»
14 октября 1990 года на Покров, считающийся праздником украинского казачества на месте боёв войск УНР с большевиками патриоты из разных регионов Украины, в частности, молодёжные организации «Сокіл» і «Спілка української молоді» (СУМ) из Харькова, попытались установить монумент в виде деревянного памятного креста. Им воспрепятствовали местные коммунисты, переодетая в штатское милиция и сотрудники КГБ. Приезжих заблокировали на переходном мосту. Они в свою очередь не пожелали пройти другой дорогой. По прошествии некоего времени колонна вернулась на железнодорожную станцию и отправилась в Харьков на поезде. Однако спустя ровно год, 14 октября 1991 года, крест был установлен. При монтаже городская власть не противодействовала. На устроенном празднике присутствовали как лозовчане (в частности, некогда репрессированные), так и гости из Харькова, Киева, Ивано-Франковска, представлявшие Народное Движение Украины, СУМ и другие организации.
Среди известных гостей были харьковская певица Маричка Бурмака и радикальный политический деятель, а в то время глава киевского филиала СУМ, Олесь Вахний. Крест был освящён грекокатолическими клириками из Ивано-Франковска.
Так как деревянный крест несколько раз был атакован вандалами, местные патриоты установили металлический. Он находится на насыпном кургане и имеет табличку «Героям Украины». В народе прозван «крестом гайдамакам». Ежегодно 24 августа (День Независимости Украины) и 14 октября возле него собираются патриоты Украины. 29 декабря 2012 года была впервые проведена акция чествования гайдамак.

### 2000-е — 2010-е годы
27 августа 2008 года на площадке хранения 120-мм миномётных мин 61-го арсенала начался пожар с детонацией хранившихся на складах боеприпасов, который продолжался до 9 сентября 2008 и причинил значительный материальный ущерб. 28 августа 2008 из-за пожара взорвалась газораспределительная станция возле воинской части, и в ночь на 28 августа 2008 население в радиусе 3 км от складов было временно эвакуировано.
По состоянию на начало 2009 года численность населения составляла 59,4 тыс. человек, основой экономики являлись кузнечно-механический завод, комбайновый завод «Трактородеталь», завод металлоконструкций и предприятия по обслуживанию железнодорожного транспорта.
По состоянию на 1 января 2025 года численность населения составляла 60 тысяч человек.

### Российско-украинская война
Во время вторжения России на Украину (2022) город пострадал от обстрелов и авиаударов. Так, 11 мая был нанесён ракетный удар по складу сельскохозяйственной продукции, а 20 мая российская ракета уничтожила дом культуры, ранив семь человек, в том числе 11-летнего ребёнка.

Ночю 4-5 Августа 2025 года Лозовая была атакована беспилотниками «Шахид». По разным данным около 30 беспилотники атаковали район Авиловки и ЖД вокзал в результате этих атак задание ЖД вокзала сильно пострадала и вокзал перестал работать временно.
Среди жертв атака оказались  один работник вокзала и один гражданский , 10-12 пассажиры были сильно ранены.

## География
Город находится у истоков реки Лозовая, которая через 12 км впадает в реку Бритай. К городу примыкают сёла Домаха, Украинское и Лесовское.
Климат Лозовой умеренно континентальный. Более засушливый, чем климат Харькова, и относится к степному. Средняя температура июля +22…+25, января −5…-8 градусов по Цельсию. Количество осадков около 500—550 мм в год. Ветры восточные и западные.
Административно-территориальное деление
Официального административного деления нет, однако местные жители различают шесть частей города: Город (центральная часть города), Домики или Домаха (частный сектор и зона отдыха (дендропарк и ряд прудов) в южной части города), Микрорайон (Юго-Западный жилой массив), Авиловка (частный сектор в северной части города), Сахалин (промышленный район в восточной части города и жилой частный сектор), Цыганский (частный сектор на западе, неподалёку от ЛКМЗ).

## Экономика
В городе много предприятий сферы торговли (в том числе четыре рынка), продающих оптом и в розницу различные товары (товары народного потребления, с/х продукцию, продукты, автомобильную и специальную технику и запчасти, охотничий, рыболовный и туристический инвентарь, горюче-смазочные материалы, строительные материалы и прочее).
Наиболее крупные из торговых предприятий:
- Центральный рынок. Находится в центре города.
- Южный рынок. Находится в пятом микрорайоне.
- Юго-западный рынок в третьем микрорайоне.
- Рынок Янтарь на 4 микрорайоне
- В городе есть супермаркеты оптово-розничных сетей АТБ, «Сільпо»,"Посад","Spar". Магазинов АТБ в городе три, «Сільпо» — один,"Spar"-один,"Посад"-два.

### Промышленность
Лозовая — один из главных промышленных центров Слобожанщины, второй по объёмам производимой продукции центр Харьковской области. В городе хорошо развиты разные отрасли промышленности, однако ведущие — машиностроительная, легкая и пищевая. В городе множество различных предприятий, крупнейшие из них:
- Лозовской кузнечно-механический завод — крупнейший завод Лозовой, основной производитель штамповок в СНГ. Продукция — штамповки, мосты для тракторов и автомобилей, выполняется контракт на изготовление корпусов для БТР-3 и БТР-4.
- Лозовской завод металлоконструкций (ул. Чехова, 61; к большому сожалению уже не существует)(разрушен, закрыт)
- Лозовской завод «Трактородеталь» (ул. Потемкина, 1; продукция — комплектующие для сельхозтехники, автомобилей)
- Лозовской завод «Молагро» (ул. Юхима Березовского, 61; продукция — молоко, масло сливочное, молоко сгущенное, сливки, сметана) (закрыт)
- Лозовская швейная фабрика (ул. Павлоградская, 14; продукция — одежда, спецодежда, постельное белье)(закрыта)
- УГЦ «Укрспецвагон» (пос. Панютино; старейшее предприятие Лозовой, один из трех лицензированных грузоперевозчиков на ЖД Украины; продукция — полувагоны, цистерны, хопперы)
- Лозовской молокозавод (ул. Гвардейская, 45; продукция — молоко, творог, сыр твердый, масло сливочное, сметана) (закрыт)
- Лозовская типография (ул. Первого Мая, 4; печатная продукция)

### Транспорт
Крупный железнодорожный узел станция Лозовая.
Через город проходят автомобильные дороги Р-51 и Т-2113.
Автотранспортный узел на трассе Харьков — Павлоград Т-2107. Автовокзал: рейсы на Харьков, Донецк, Днепр, летом — Бердянск, Кирилловка.

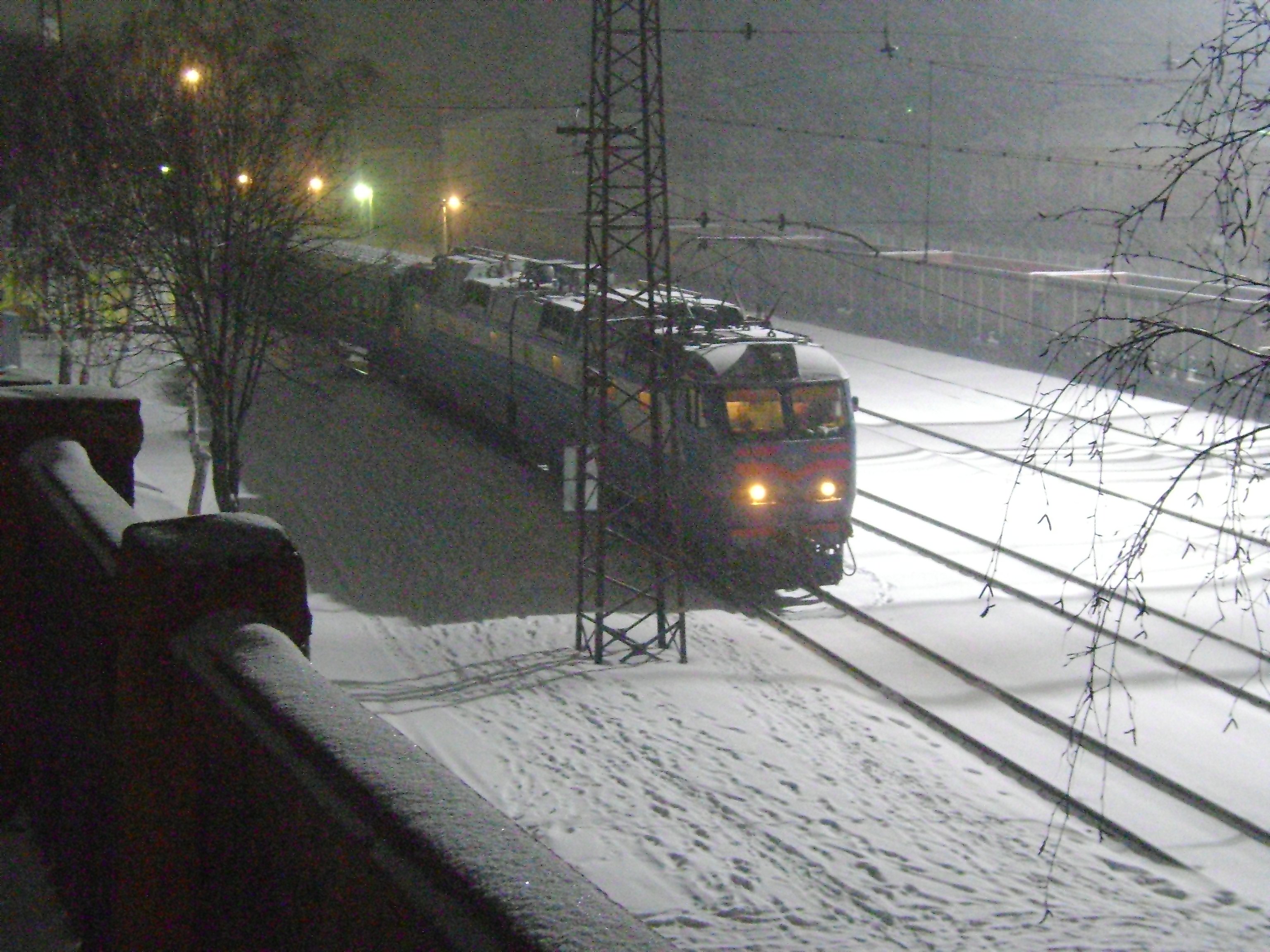
Электровоз ЧС7 на станции Лозовая

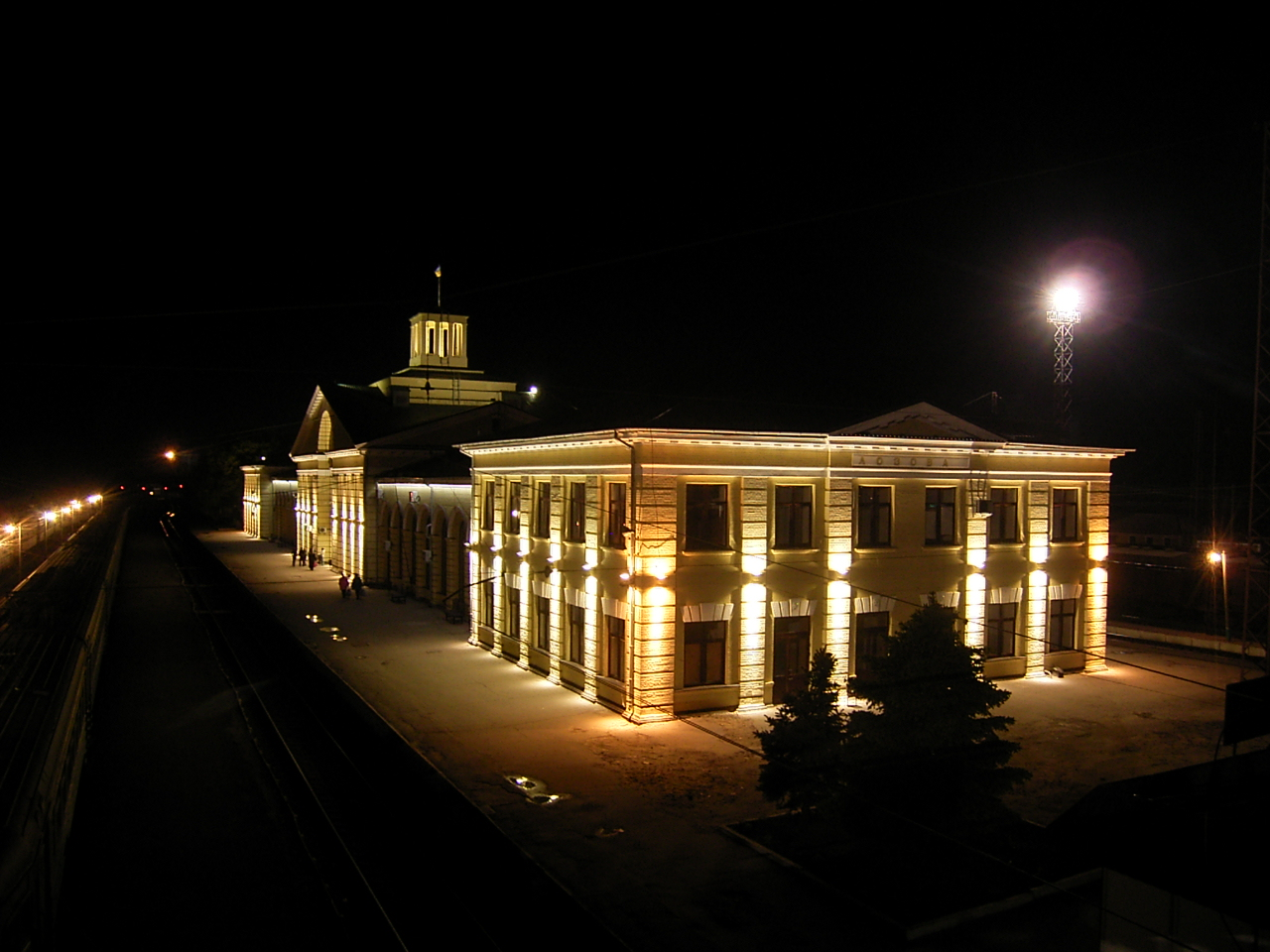
Вокзал станции Лозовая

Весной 1983 г. харьковский филиал института «Укркоммунпроект» разработал проект строительства троллейбусных линий. Первая линия должна была соединять юго-западную часть города с центром, вокзалом и промзоной. Для троллейбусной линии предусматривали строительство нового моста и путепровода над железной дорогой. Проект не реализован.
Городские автобусные маршруты:
- 1-Кольцо 1
- 2-4 микрорайон-Рынок(Кольцо 2)
- 3-Кольцо 3
- 4-4 микрорайон-улица Бричука
- 5-4 микрорайон-хутор Герсивановский
- 6-Домаха-Рынок
- 7-6 микрорайон-Рынок
- 8-4 микрорайон-улица Бричука
- 412-Домаха-Светловщина
- 430-4 микрорайон-Братолюбовка(Бритай)
- 1687-4 микрорайон-Панютино
- 1688-4 микрорайон-Панютино(Западный)
- 1689-4 микрорайон-Хлебное
- 1691-Рынок-Панютино
- 4 микрорайон-Черниговское
- 4 микрорайон-Светловщина

В Лозовой расположен крупный железнодорожный узел.
От станции Лозовая железнодорожные линии идут на Харьков, Полтаву, Славянск, Синельниково, Симферополь. Имеется локомотивное депо. Через Лозовую часть поездов проходит на Крым, несколько поездов летом на Кавказ. В советское время около 90 % всех поездов на Кавказ шли по Харьковскому ходу через Лозовую, однако после распада СССР все эти поезда были переведены на Воронежский ход.
В городе находятся несколько АТП: № 16309, 16347 и другие.
В городе работает Локомотивное депо Лозовая ТЧ-9 ЮЖД. Приписной парк: тепловозы 2ТЭ116, ЧМЭ3; электровозы ВЛ11. Депо является оборотным для электровозов ВЛ8 ТЧ Славянск, в летний период — для ЧС2 и ЧС7 депо Мелитополь. На ПТОЛ проходят ТО локомотивы ТЧ Нижнеднепровск-Узел, Славянск и Красный Лиман.

## Образование
В городе действует ряд образовательных учреждений. Школы, лицеи, Лозовское училище культуры и искусства, Лозовской филиал Харьковского автодорожного техникума.
Общеобразовательные учебные заведения (школы и ПТУ):
- Лозовская гимназия (Сахалин) — гуманитарный уклон.
- Школа № 1.
- Коллегиум № 2 (закрыт в 2015 г.)[23]
- Лицей № 3.
- Лицей № 4.
- Школа № 7.
- Коммунальное учреждение «Лозовской лицей № 8».
- Лозовской учебно-воспитательный комплекс № 10 «общеобразовательной учебное заведение — дошкольное учебное заведение» (центр города, в советские годы с 6 средней школой украинская).
- Школа № 11.
- Школа № 12.
- Школа-интернат І-ІІ ст.(закрыта с 2013 года).
- Домашанский учебно-воспитательный комплекс.
- Панютинская школа № 1.
- Панютинская школа № 2.
- Панютинский профессиональный аграрный лицей.(закрыт)
- Лозовской профессиональный лицей.

## Культура

Фонтан возле Лозовского городского дворца культуры, 2009

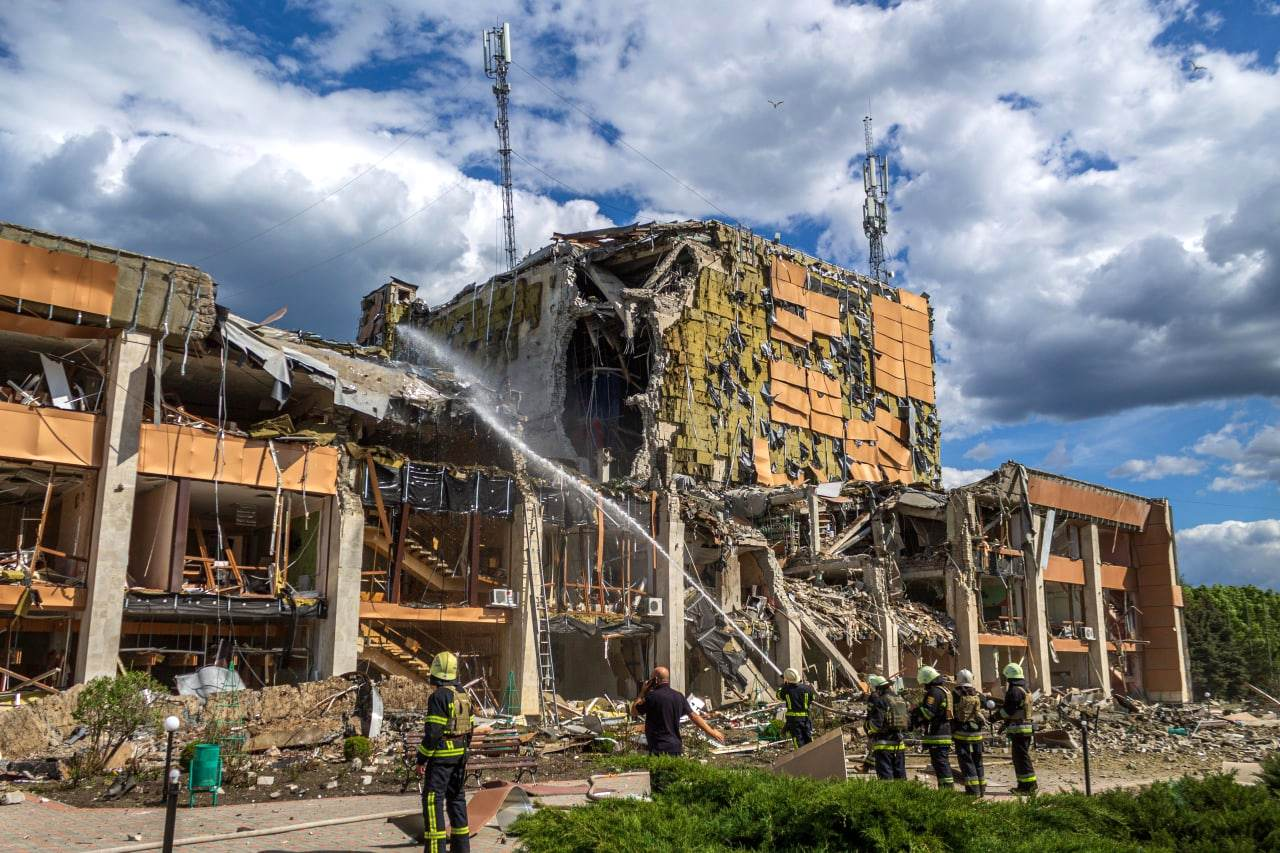
Дворец культуры после российского обстрела 20 мая 2022 года

В Лозовой были развиты культурная и спортивно-оздоровительная сферы. Долго работавший в городе Лозовский дворец культуры был разрушен российским ракетным ударом во время вторжения России в 2022 году.
Для детей и подростков работали секции и кружки, есть Лозовской дом детского творчества. Спорт Лозовой представлен несколькими ДЮСШ: «Юность», «Олимпия» и «Локомотив». В городе весомая часть спортсменов представлена борьбой (вольная борьба, дзюдо, самбо), а также баскетболом, волейболом и футболом. В городе есть стадион «Локомотив». Футбольный клуб «Лозовая» играл на областном и государственном уровне.

### Достопримечательности
Главные достопримечательности

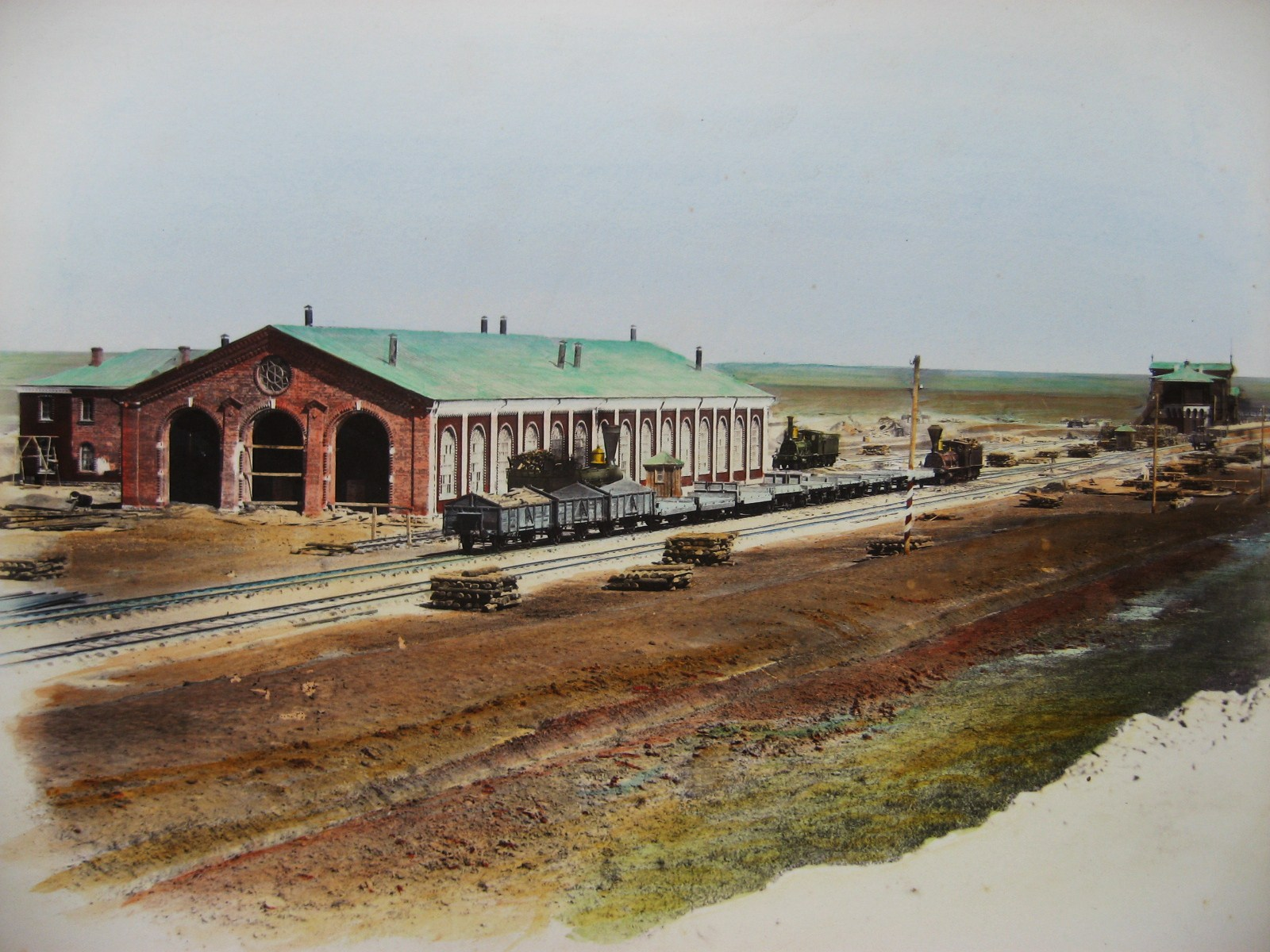
Железнодорожный вокзал Лозовая, 1885—1888

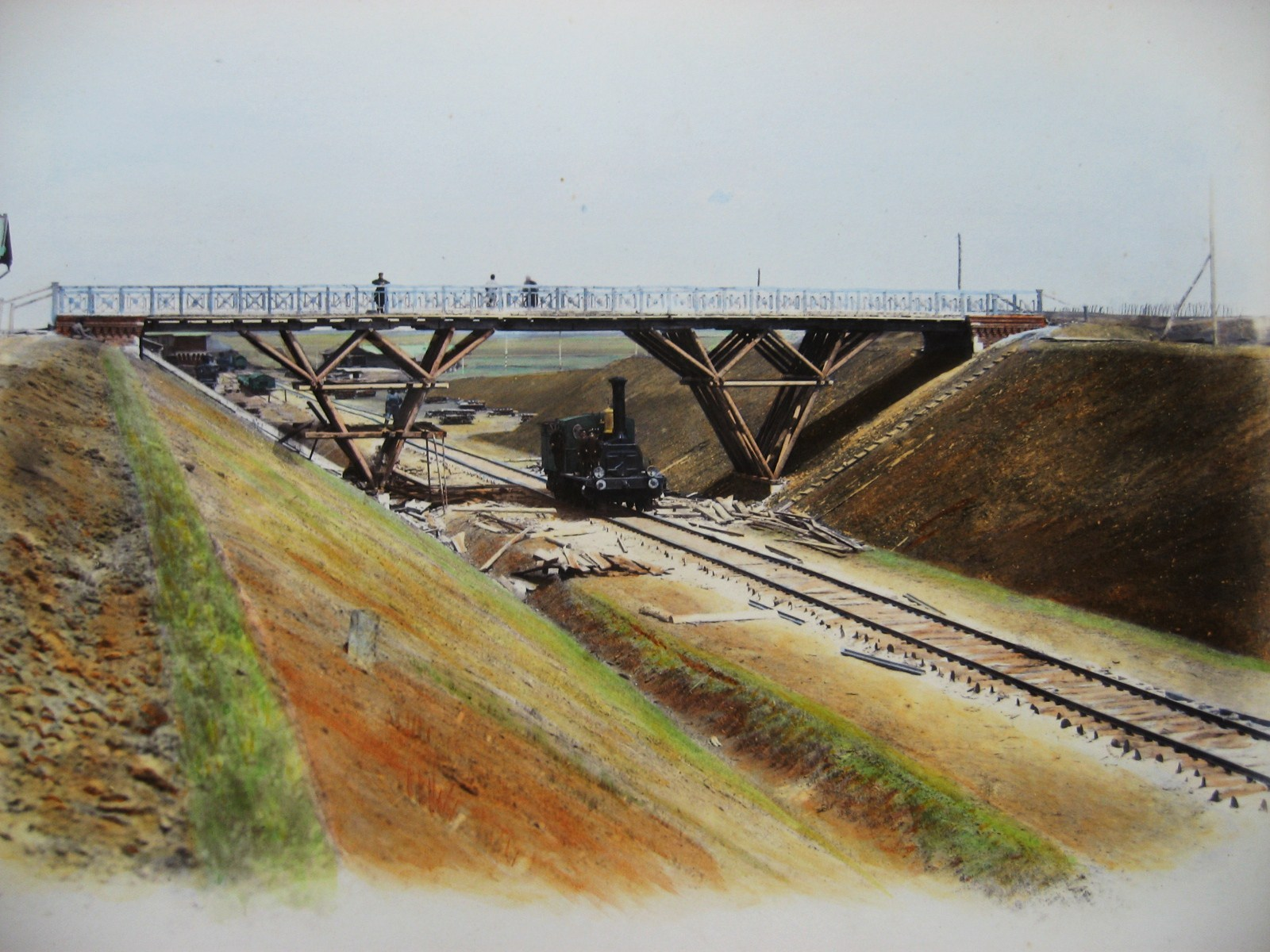
Путепровод вблизи станции Лозовая, 1885—1888

- Ул. Дикого — Братская могила советских воинов. Похоронено 93 воина.
- Октябрьская улица — Братская могила советских воинов. Похоронено 456 воинов.
- Локомотивное депо — Памятник воинам-землякам. 1941—1945 гг.
- Городское кладбище — Братская могила советских воинов. Похоронено 507 воинов.
- Парк «Победа»
- Архистратиго-Михайловский женский монастырь.
- Железнодорожный вокзал. Здание вокзала было разрушено отступающими оккупантами, а после войны 1941—1945 гг. восстановлено по проекту главного архитектора Е. Лымаря и архитектора Цейтлина. Современное здание лозовского вокзала сдано в эксплуатацию в 1950 г. Ещё до войны проект выставлялся на всемирной выставке в Париже и получил Гран-При. Реализован в сильно упрощенном виде.
- Смоленский собор

Парки и скверы
- Парк «Победа»
- Дендропарк «Дружба»
- Сквер им. Т. Г. Шевченко
- Сквер героев Лозовщины
- Парк «Железнодорожник»

Памятники
- Памятник воинам УНР[24]
- Мемориал освободителей Лозовой от немецко-фашистских захватчиков
- Памятник Т. Г. Шевченко
- Памятник «Лозовским» дивизиям
- Памятник народного ополчения
- Бюст Федора Супруна
- Танк Т-34 в честь Николая Кучеренко, одного из конструкторов танка, уроженца Лозовой
- МиГ-21Ф-13 в парке «Победа»
- Памятник «Серп и молот» — демонтирован зимой 2015 года.
- Мемориальная доска в честь Лозовского
- Памятник В. И. Ленину — демонтирован летом 2016 года.

## Города-побратимы
- Ист-Хамптон, штат Нью-Йорк, США

- Эдвард-Ривер, Австралия[25]

## Карты
- Лозовая 1942 г.